# Hauptamt Volksdeutsche Mittelstelle

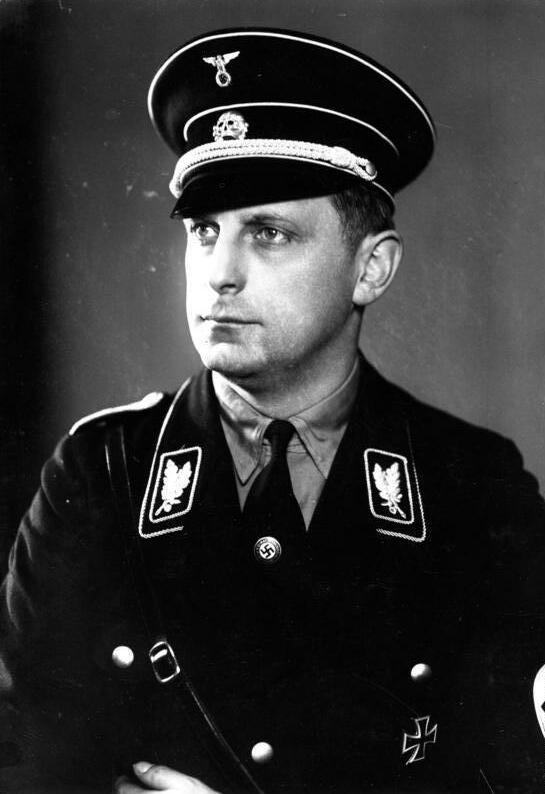
Werner Lorenz – szef VoMi, a później działu przesiedleńczego RKFDV

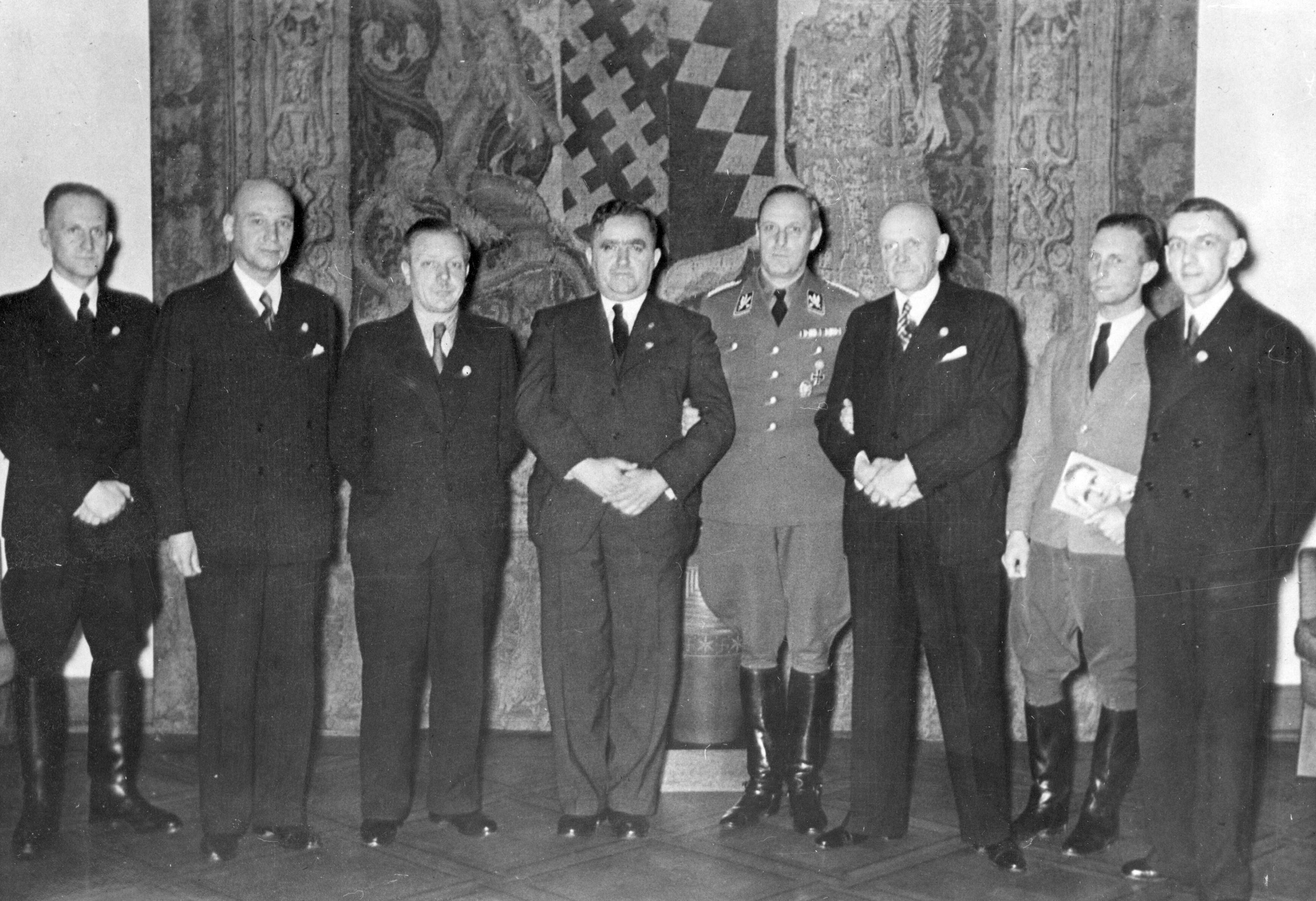
Grupa volksdeutschów z Polski po otrzymaniu z rąk Adolfa Hitlera złotych odznak NSDAP za zasługi dla III Rzeszy we wrześniu 1939. Od lewej: Ludwig Wolff z Łodzi, Otto Ulitz z Katowic, gauleiter Josef Wagner z Wrocławia, burmistrz Rudolf Wiesner z Bielska-Białej, SS-Obergruppenführer Werner Lorenz, senator Erwin Hasbach z Ciechocinka, baron Gero von Gersdorff z Wielkopolski, Weiss z Jarocina.

Hauptamt Volksdeutsche Mittelstelle (VoMi) – agencja partii nazistowskiej, znajdująca się pod kierownictwem SS, której oficjalnym zadaniem było dbanie o interesy volksdeutschów mieszkających poza granicami III Rzeszy. W praktyce VoMi brała udział w realizacji planów germanizacyjnych, zajmując się zwłaszcza poszerzaniem tzw. niemieckiej przestrzeni życiowej.

## Powstanie organizacji
Urząd ten utworzył w 1936 Rudolf Hess, rok później włączono go do SS. Od 1937 do 1945 roku pod kierownictwem Obergruppenführera SS Wernera Lorenza. Dnia 21 czerwca 1941 roku VoMi przekształcono w jeden z głównych urzędów SS. Volksdeutsche Mittelstelle dysponowała wszystkimi funduszami oraz subwencjami dla niemieckich placówek działających za granicą. W 1939 roku podporządkowano jej formalnie także Bund Deutscher Osten oraz Volksbund des Deutschtums im Ausland. Organizacja podlegała bezpośrednio Reichsfuhrerowi SS jako komisarzowi Rzeszy ds. Umocnienia Niemczyzny mając za zadanie m.in. przeprowadzenie selekcji rasowej i germanizację tzw. Volksdeutchów.

## Działalność przedwojenna
VoMi zajmował się rejestracją i zrzeszaniem osób krwi niemieckiej, niebędących obywatelami Rzeszy i zamieszkałych poza jej granicami, ale zaliczanych do rasy niemieckiej. VoMi zajmowało się m.in. tworzeniem „piątych kolumn”, składających się z Niemców zamieszkujących inne państwa, aktywnie uczestnicząc chociażby w przygotowaniach do wcielenia Austrii przez Rzeszę i wspomagając Konrada Henleina w jego dążeniach do odłączenia Kraju Sudetów (niem. Sudetenland) od Czechosłowacji i przyłączenia go do Niemiec, czy tworzeniu piątej kolumny przed atakiem na Polskę tzw. Volksdeutscher Selbstschutz. VoMi podlegały m.in. organizacje narodowo socjalistyczne w przedwojennej Polsce jak Zjednoczenie Niemieckie (niem.Deutsche Vereinigung DtV), Partia Młodoniemiecka w Polsce (niem. Jungdeutsche Partei in Polen skrót JDP) oraz Niemieckie Stowarzyszenie Ludowe w Polsce.
Za pośrednictwem kierownika organizacji Volksdeutsche Mittelstelle, do szefa kancelarii Rzeszy – Hansa Lammersa, trafiały donosy mniejszości niemieckiej o „Polakach wrogo ustosunkowanych do niemczyzny”. Ich nazwiska znalazły się później na listach proskrypcyjnych Sonderfahndungsbuch Polen, na podstawie których odbywały się później aresztowania oraz likwidacja polskiej inteligencji w ramach Intelligenzaktion i operacji Tannenberg.

## Działalność w czasie II wojny światowej

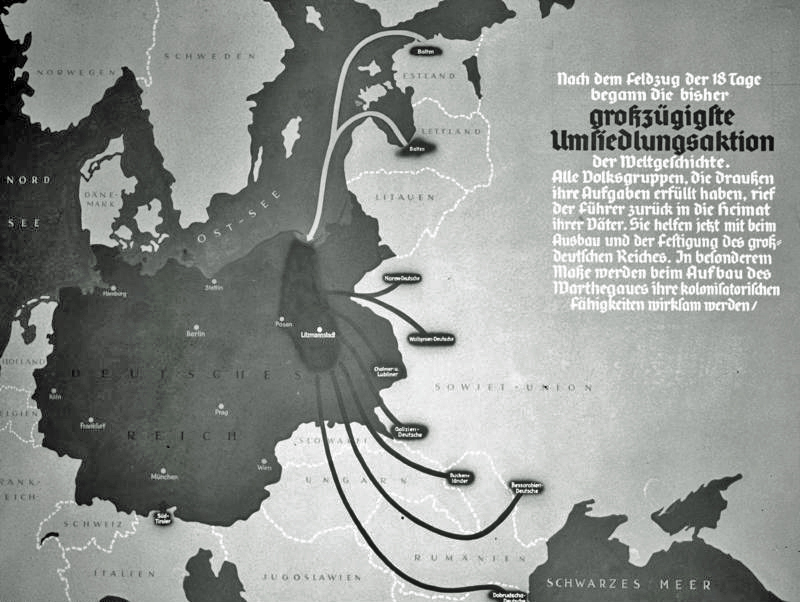
Lokalizacje, z których przesiedlano volksdeutschów na teren Kraju Warty i Pomorza Nadwiślańskiego w październiku 1939

W trakcie II wojny światowej VoMi odegrała znaczącą rolę w przesiedleniach Niemców zamieszkujących tereny Polski, Litwy, Łotwy, Estonii, Rumunii i ZSRR do tzw. Wielkiej Rzeszy. Często łączyło się to z brutalnym wysiedlaniem ludności etnicznej z terenów państw podbitych i inkorporowanych niezgodnie z prawem międzynarodowym do Niemiec (miało to miejsce m.in. w Kraju Warty i Alzacji). Organizacja zajmowała się także germanizacją obywateli państw okupowanych, jeśli tylko uznano ich krew za „wartościową”, co czasem prowadziło do ich wstępowania do Waffen-SS. Członkowie organizacji zajmowali się także wywożeniem z Polski dzieci zamordowanych zakładników i partyzantów polskich.
VoMi zostało ostatecznie połączone z RuSHA (niem. SS-Rasse-und-Siedlungshauptamt, czyli Głównym Urzędem do spraw Rasowych i Osiedleńczych SS), czego efektem było powstanie Komisariatu Rzeszy do spraw Umacniania Niemczyzny (Stabshauptamt Reichkomissar für die Festigung deutsches Volkstums, skrót RKFDV). W Komisariacie tym Lorenz stał na czele departamentu kierującego przesiedleniami oraz departamentu zajmującego się stosunkami międzynarodowymi.
Po decyzji Heinricha Himmlera w połowie 1942 roku odnośnie do organizacji na Śląsku systemu obozów koncentracyjnych dla Polaków pod nazwą „Polenlager” Vomi objęło administrację nad tymi obozami.

## Wysiedlenia

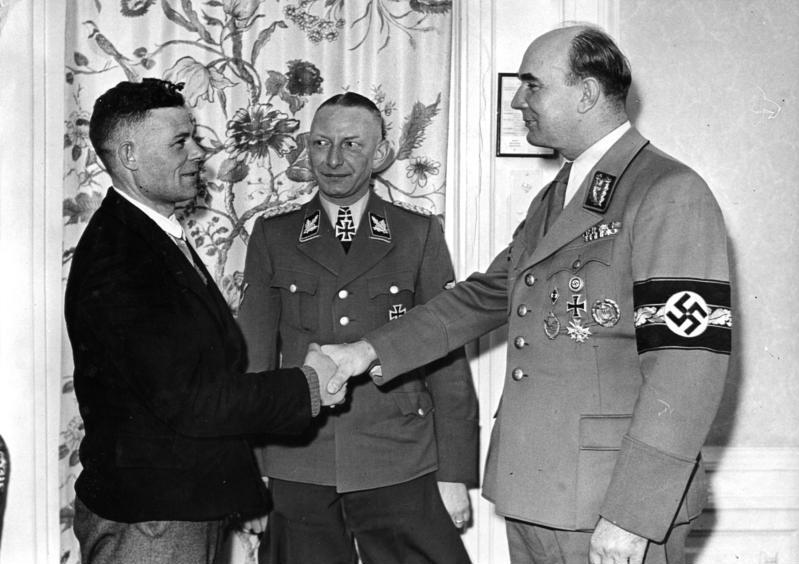
Arthur Greiser wita milionowego Niemca przesiedlonego do Kraju Warty ze wschodniej Europy – marzec 1944

Dnia 25 listopada 1939 w Urzędzie Polityki Rasowej NSDAP powstał memoriał Erharda Wetzela i Günthera Hechta pt. „Traktowanie ludności byłych obszarów Polski z punktu widzenia polityki rasowej”, który poruszał kwestie wysiedleń oraz strategii okupantów w tym względzie. Memoriał ten różnicował traktowanie ludności z podziałem na tereny wcielone do III Rzeszy oraz te, z których utworzyć miano Generalne Gubernatorstwo. W pierwszej kolejności miano wysiedlić z terenów wcielonych do Rzeszy – Pomorza, Śląska i Wielkopolski wszystkich Polaków i Żydów. Punkt drugi memoriału dotyczy w całości tej problematyki i szacował liczbę Polaków przeznaczonych do wysiedlenia z zaanektowanych terenów na 6 636 000. Memoriał wyszczególniał także 530 000 Żydów mających zostać wysiedlonych wraz z Polakami. Zdecydowanie polska ludność – o ile nie nadaje się do zasymilowania – powinna zostać wysiedlona, a pozostała zniemczona.
W III Rzeszy utworzono dwie organizacje zajmujące się problematyką wysiedleń z terenów okupowanych. Pierwszą była organizacja Volksdeutsche Mittelstelle, zajmująca się przesiedlaniem volksdeutschów, a drugą RuSHA (niem. SS-Rasse-und-Siedlungshauptamt, czyli Główny Urząd do spraw Rasowych i Osiedleńczych SS), mającą na celu wysiedlanie ludności krajów okupowanych. Działalność obu tych organizacji była ściśle powiązana, ponieważ aby przesiedlić ludność niemiecką z terenów Europy wschodniej, należało najpierw dokonać wysiedleń ludności polskiej lub żydowskiej znajdujących się wewnątrz granic III Rzeszy, aby zwolnić dla nich miejsca. W związku ze zbieżnymi celami i podobną działalnością od 1940 roku obie organizacje zostały połączone w nadrzędny Komisariat Rzeszy do spraw Umacniania Niemczyzny, na którego czele stał od początku jego utworzenia do końca wojny Ulrich Greifelt, podlegający bezpośrednio Heinrichowi Himmlerowi. Szefem działu przesiedleńczego tej organizacji zajmującej się logistyką wysiedleń został Werner Lorenz. Siedziba tego Urzędu mieściła się w Berlinie-Halensee, Kurfürstendamm 140 Do końca wojny na tereny okupowanej Polski organizacja VoMi oraz RKFDV przesiedliła ponad 1 000 000 volksdeutschów z terenów wschodniej Europy.
7 października 1939 roku opublikowany został tzw. „Dekret fuhrera i kanclerza Rzeszy o umocnieniu niemieckości”, który stanowił podstawę prawną do sprowadzenia do Rzeszy ludności niemieckiego pochodzenia z zagranicy. Zapoczątkował on wielką akcję wysiedleńczo-koloniazacyjną pod nazwą Heim ins Reich. Punkt pierwszy dekretu stawiał sobie za cel „sprowadzenie do Rzeszy tych Reichs- i Volksdeutschów mieszkających za granicą, których przewidziano do ostatecznego powrotu do kraju”.

### Cholmeraktion

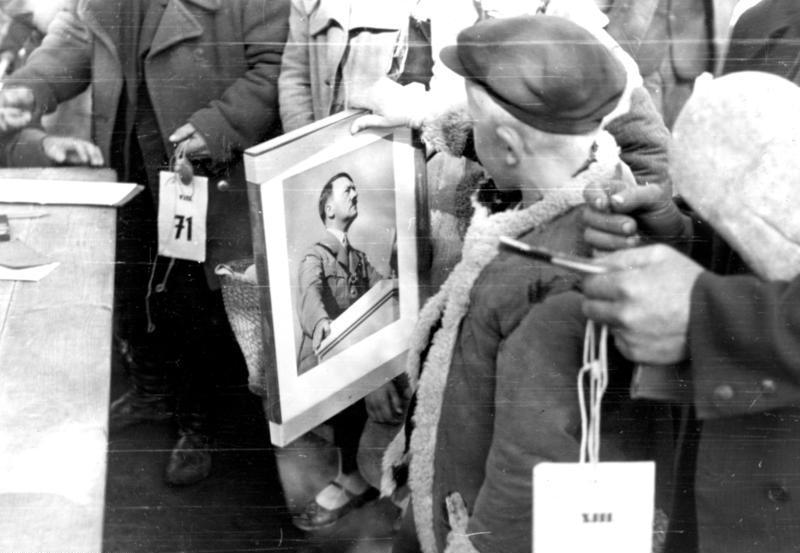
Przesiedleńcy z Chełmszczyzny (niem. Cholmer Land) witani w wielkopolskiej miejscowości Pniewy portretami Hitlera, 1940

Akcję przesiedleńczą o nazwie Akcja Chełmska (niem. Cholmeraktion, Umsiedlung der Ostkolonisten aus dem Cholmer und Lubliner Lande) prowadzono w okresie od września 1940 do połowy 1941 roku. W jej ramach przesiedlano kolonistów niemieckich zamieszkałych na terenie ziemi lubelskiej i chełmskiej na teren Wielkopolski, wcielonej do III Rzeszy. Pierwszy transport wyruszył 3 września 1940 roku do Śremu, gdzie dotarł w dniu 27 września 1940 roku. Kolejne transporty kierowano do Gniezna, Środy, Ostrowa, Kalisza, gdzie niemieccy koloniści otrzymywali gospodarstwa z pełnym wyposażeniem po wysiedlonych wcześniej rodzinach polskich. Od strony organizacyjnej przesiedlenia organizowała VoMi w oparciu o dwa lokalne biura w Chełmie i Cycowie, a wysiedlenia przeprowadzał tzw. sztab przesiedleńczy utworzony przy dowódcy SS policji w Lublinie (Umsiedlungsstab, Verbindungsstab für Umsiedlungen beim SS-und Polizeiführer des Distrikts Lublin, Ostlanstrasse 8), na czele którego stał K. Holst.

## Struktura organizacyjna VoMi

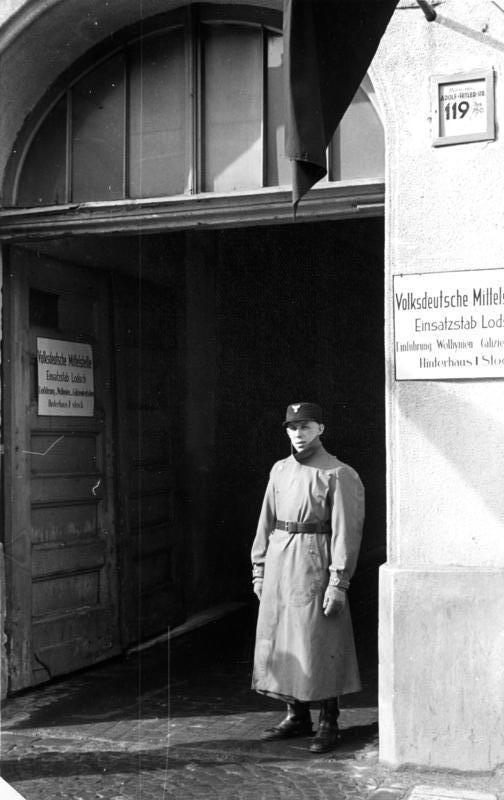
Biuro VoMI przy Adolf-Hitler-Straße w Łodzi 1940

Główny Urząd Volksdeutsche Mittelstelle posiadał 11 departamentów
- Amt I: Führungsamt – Kwatera główna Werner Lorenz i Hermann Behrends
- Amt II: Organisation und Personal – Dział organizacyjno-personalny pod kierownictwem Konrada Radunskiego
- Amt III: Finanzen, Wirtschaft und Vermögensverwaltung – Dział finansów, ekonomiczny i administracji mienia pod kierownictwem Heinricha Lohla, a później Franza Schwarza
- Amt IV: Informationen – Dział informacji (propaganda) – Waldermar Rimann
- Amt V: Deutschumserziehung – Dział służb kulturalno-oświatowych – Willi Walter Puls
- Amt VI: Sicherung Deutschen Volkstums im Reich – Urząd bezpieczeństwa etnicznych Niemców w granicach Rzeszy – Heinz Brückner
- Amt VII: Sicherung Deutschen Volkstums in den neuen Ostgebieten – Urząd bezpieczeństwa etnicznych Niemców w Europie wschodniej
- Amt VIII: Kultur und Wissenschaft – Archiwum kultury Niemców etnicznych – zajmowało się zbieraniem oraz archiwizacją dorobku kulturalnego przesiedlanych Niemców etnicznych
- Amt IX: Politische Führung Deutscher Volksgruppen – Biuro polityczne grup Niemców etnicznych
- Amt X: Führung der Wirtschaft in den Deutschen Volksgruppen – Biuro ekonomiczne dla Niemców etnicznych – Lothar Heller
- Amt XI: Umsiedlung – Dział przesiedleńczy – Walter Ellermeier